# 보수주의 정당 목록
이 문서는 세계의 보수주의 정당들의 목록이다. 극우 정당은 제외하도록 한다. 지역 및 전역 정당은 따로 표기되어 있다.

## 보수주의 정당 목록

### ㄱ
그리스
- 신민주주의당

### ㄴ
노르웨이
- 우파당

### ㄷ
대한민국
- 국민의힘

 덴마크
- 보수인민당
- 덴마크 인민당

 독일
- 독일 기독교민주연합

### ㄹ
러시아
- 통합 러시아

### ㅁ
미국
- 미국 공화당

### ㅂ
바이에른주 (독일의 일부)
- 바이에른 기독교 사회연합

### ㅅ
싱가포르
- 인민행동당

 세르비아
- 세르비아 진보당

### ㅇ
아르헨티나
- 정의당
  - 연방 페론주의
- 공화주의제안당

 영국
- 보수당

 오스트레일리아
- 오스트레일리아 보수연립
- 가족우선당
- 캐터의 오스트레일리아당
- 오스트레일리아 자유당
- 오스트레일리아 국민당
- 퀸즐랜드 자유국민당

 유럽연합 (유럽 전역)
- 유럽 국민당
- 유럽 보수와 개혁

 이스라엘
- 리쿠드

 인도
- 인도 인민당

 일본
- 자유민주당

### ㅈ
자메이카
- 자메이카 노동당

 중화민국
- 중국 국민당

### ㅊ
칠레
- 독립민주연합
- 국민개혁당

### ㅋ
크로아티아
- 크로아티아 민주연합

### ㅌ
튀르키예
- 정의개발당

### ㅍ
파키스탄
- 파키스탄 무슬림 리그 나와즈 그룹

 폴란드
- 국민연합당

 포르투갈
- 사회민주당

 프랑스
- 공화당
- 프랑스 운동

### ㅎ
홍콩
- 친베이징파
  - 민주건항협진연맹
  - 홍콩 경제민생련맹
  - 자유당
  - 신민당

## 기타
- 지역 및 전역 정당은 따로 표기하며 단 스코틀랜드 국민당은 영국의 정당이지만 스코틀랜드 지역정당이기 때문에 "ㅇ" 항목이 아닌 "ㅅ" 항목에 표기한다.
- 타이완은 중화민국으로 표기
- 나라별로 분류, 나라는 가나다 순으로 분류하되 정당은 그 나라의 인기, 의석수로 분류
- 이 문서는 정치적 보수주의 정당들에 대한 목록이다. 종교적 보수주의 정당에 대해서는 '기독교 민주주의 정당 목록'을 참조하라

## CGQ
1. ↑  바이에른 지역 정당은 따로 표기

## 같이 보기
- 나라별 정당 목록
- 보수주의
- 중도우파 정당 목록
- 사회자유주의 정당 목록
- 사회민주주의 정당 목록
- 기독교 민주주의 정당 목록
- 국제민주연합